# Jaisalmer
Jaisalmer est une ville du Rajasthan, en Inde, située à 100 km de la frontière du Pakistan.

## La ville de Jaisalmer
Jaisalmer est une ville fortifiée depuis sa fondation. C'est au XVIe siècle que la cité commence à s'étendre au pied de la forteresse. Actuellement, une petite partie des Jaisalmeris habite dans la forteresse, tandis que la majorité vit aux alentours. Jaisalmer serait avec Carcassonne, France, l'une des rares villes fortifiées au monde largement habitée. Un projet de jumelage des deux villes a été initié en 2022.

## Histoire de la principauté
La ville est fondée en 1156 par un rajâ Râjput du clan des Bhatti, nommé Deorâj et qui prend à l'occasion le nom de Rao Jaisal . Les rajâ de Jaisalmer portent à sa suite le titre de Râwal ou Mahârâwal. Ils régnèrent jusqu'en 1949, date à laquelle leur État est intégré à l'État du Rajasthan.
Elle doit son importance historique et sa richesse à son rôle d'étape caravanière sur la route entre l'Inde et la Perse, l'Arabie et l'Occident. L'essor du port de Bombay portera un coup sérieux à sa prospérité que la partition de l'Inde, et la fermeture de la frontière, finira d'achever.
Construite sur une éminence qui surplombe le désert du Thar et permet de le surveiller sur une grande distance, elle est entourée d'un rempart de 5 km comportant 99 bastions et tours d'angle.
Au XIIIe siècle, Jaisalmer est pillée par le sultan de Delhi Alâ ud-Dîn Khaljî pour récupérer une caravane dont les Bhatti s'était emparée. Elle est cependant reconstruite au siècle suivant.
En 1541, la ville prend les armes contre l'empereur moghol Humâyûn en route pour Ajmer. Cependant les rapports entre ses dirigeants et les Moghols ne furent jamais mauvais, Akbar fut même marié à une princesse de Jaisalmer.
Bien que située au cœur du Thar, la ville a connu une mousson désastreuse en 1993, détruisant partiellement ou complètement quelque 250 bâtiments historiques parmi lesquels le plus ancien palais Râjput existant, le Rani-ka Mahal, ou palais de la Maharani. Elle souffre aussi d'une surexploitation touristique.
Jaisalmer est surnommée la ville dorée. L'État princier dont la cité était la capitale a été intégré à l'Inde en 1949. Les conflits indo-pakistanais de 1965 et 1971 ont révélé l'importance stratégique de la ville et le Rajasthan Canal qui l'approche par le nord y fait reverdir le désert.

## Dirigeants: Mahârâwal
- 1530 – 1551 : Lunkaran
- 1551 - 1562 : Maldev
- 1562 - 1578 : Harraj
- 1578 - 1624 : Bhim Singh
- 1624 - 1634 : Kalyan Das
- 1634 - 1648 : Manohar Das
- 1648 - 1651 : Ramchandra
- 1651 - 1661 : Sabal Singh
- 1661 - 1707 : Amar Singh
- 1707 : Jaswant Singh
- 1707 - 1721 : Budh Singh
- 1721 - 1722 : Tej Singh
- 1722 : Sawai Singh
- 1722 - 1761 : Akhi Singh
- 1761 - 1820 : Mulraj II (+1820)
- 1820 - 1846 : Guj Singh (+1846)
- 1846 - Jun 1864 : Ranjit Singh
- 1864 - 1891 : Bairi Sal (+1891)
- 1891 - 1914 : Salivahan Singh III (1887-1914)
- 1914 - 1949 : Jawahir Singh (1882-1949)
- 1949 : Girdhar Singh (1907-1950)

## Patrimoine
La ville est fameuse pour ses havelî, maisons de maître remarquables, érigées à partir du XVIIIe siècle par des membres de la caste des marchands Bâniyâ, ornées d'un travail très fin de la pierre, spécialité des artisans locaux. Parmi ceux-ci, on notera :
- dans la ville :
  - les temples jaïns de la citadelle,
  - Moti Mahal, Haveli Patwon et Haveli Nathmal, trois havelî dans la ville basse ;
- dans les environs :
  - Bara Bagh, la nécropole des mahârâwal, un groupe de cénotaphes ou chhattrî,
  - Amar Sagar, un temple jaïn restauré,
  - Le lac Gadisar.

### Activités touristiques

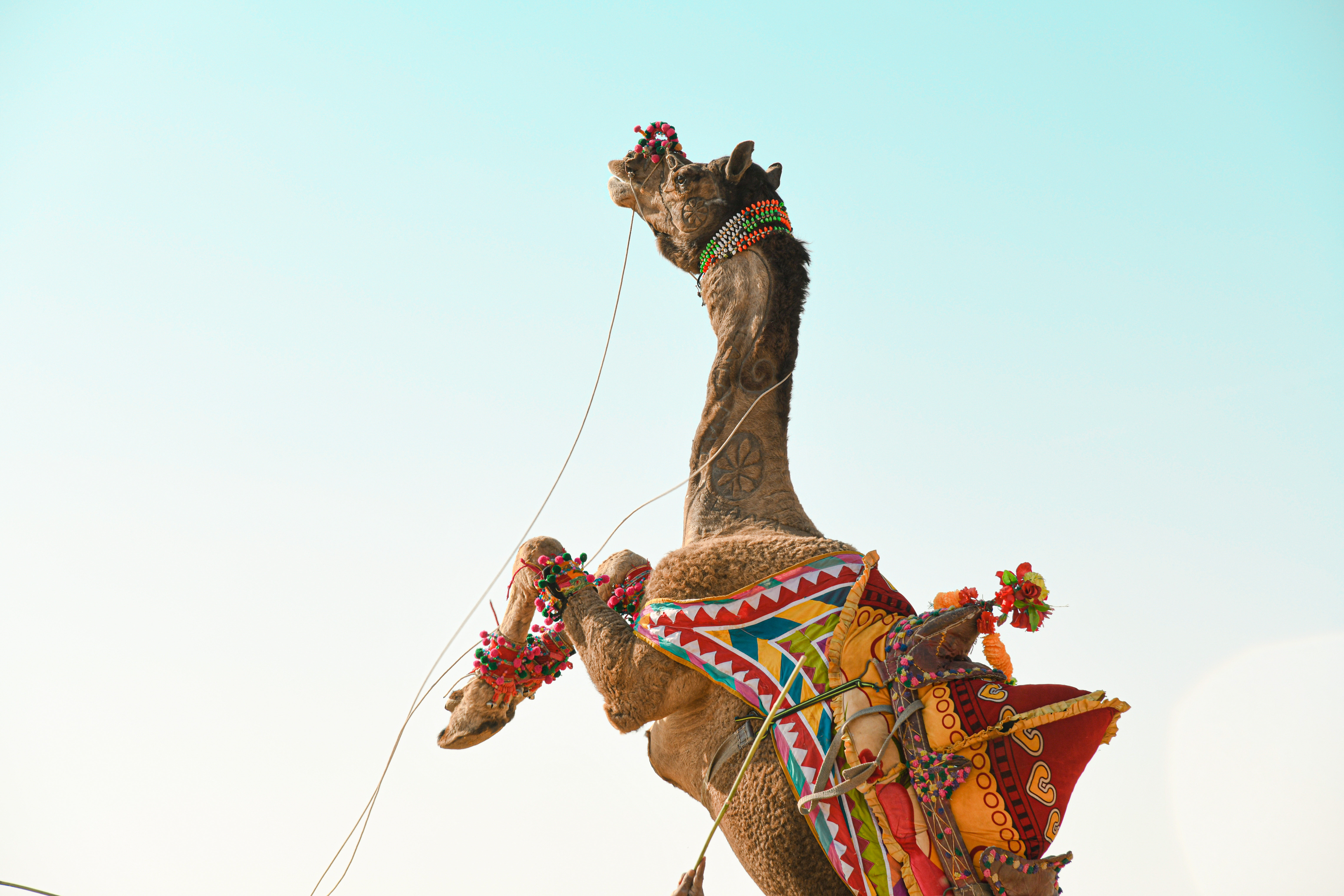
Dromadaire produit au festival du désert de Jaisalmer.

La ville reçoit régulièrement des touristes, d'abord pour la visite du vieux fort et des havelis, mais aussi pour des safaris d'une ou plusieurs journées dans le désert. De ce fait, de nombreux organisateurs de safaris, hôtels, restaurants sont implantés dans la ville.

### Problèmes
Le fort de Jaisalmer s'affaisse progressivement, plusieurs tours se sont déjà effondrées. Cela est dû à l'utilisation excessive de l'eau dans l'enceinte du fort. Depuis quelques années, le gouvernement de l'État du Rajasthan entreprend plusieurs projets de restaurations. Par ailleurs, le fort a été ajouté en 2013 à la liste du Patrimoine mondial de l'Humanité par l'Unesco.

## Galerie

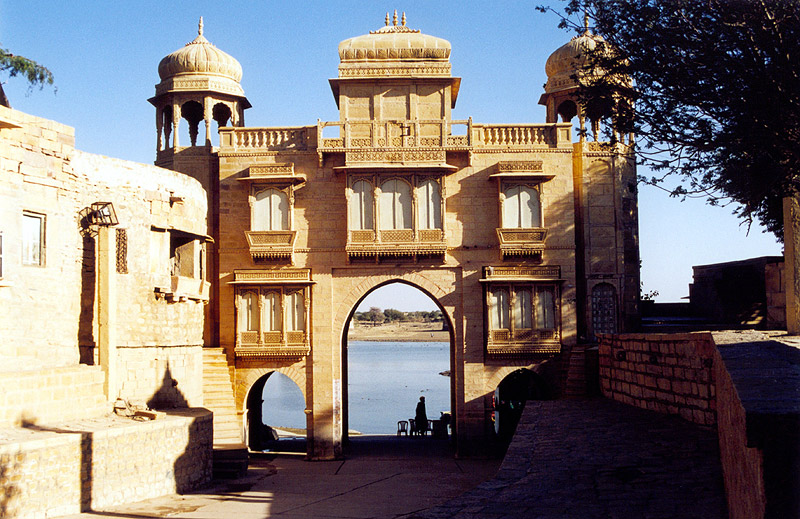
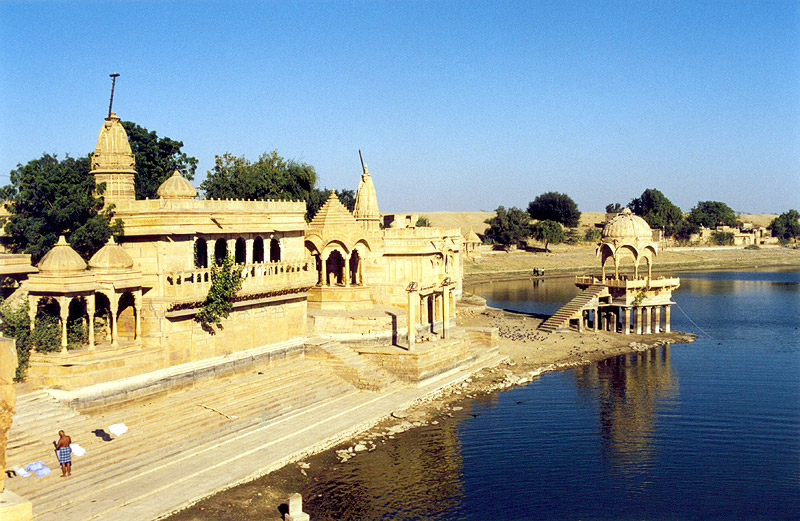
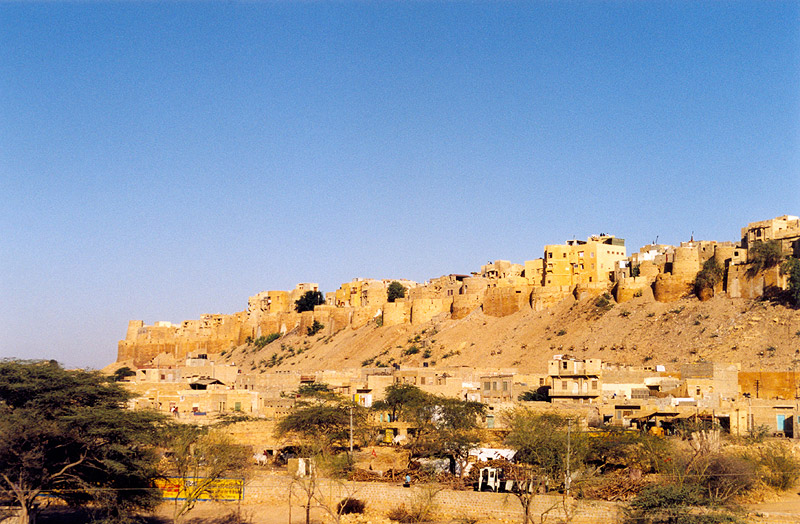
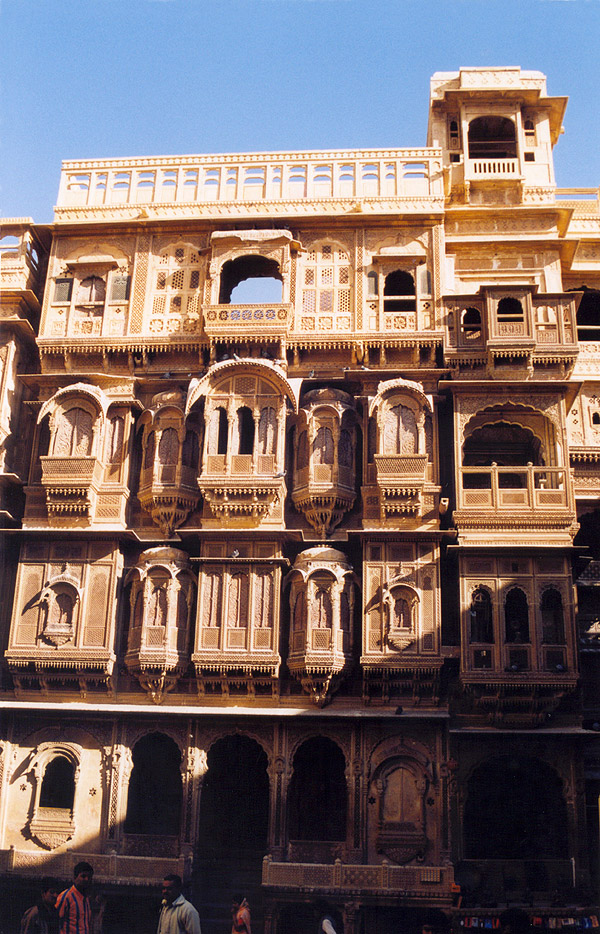
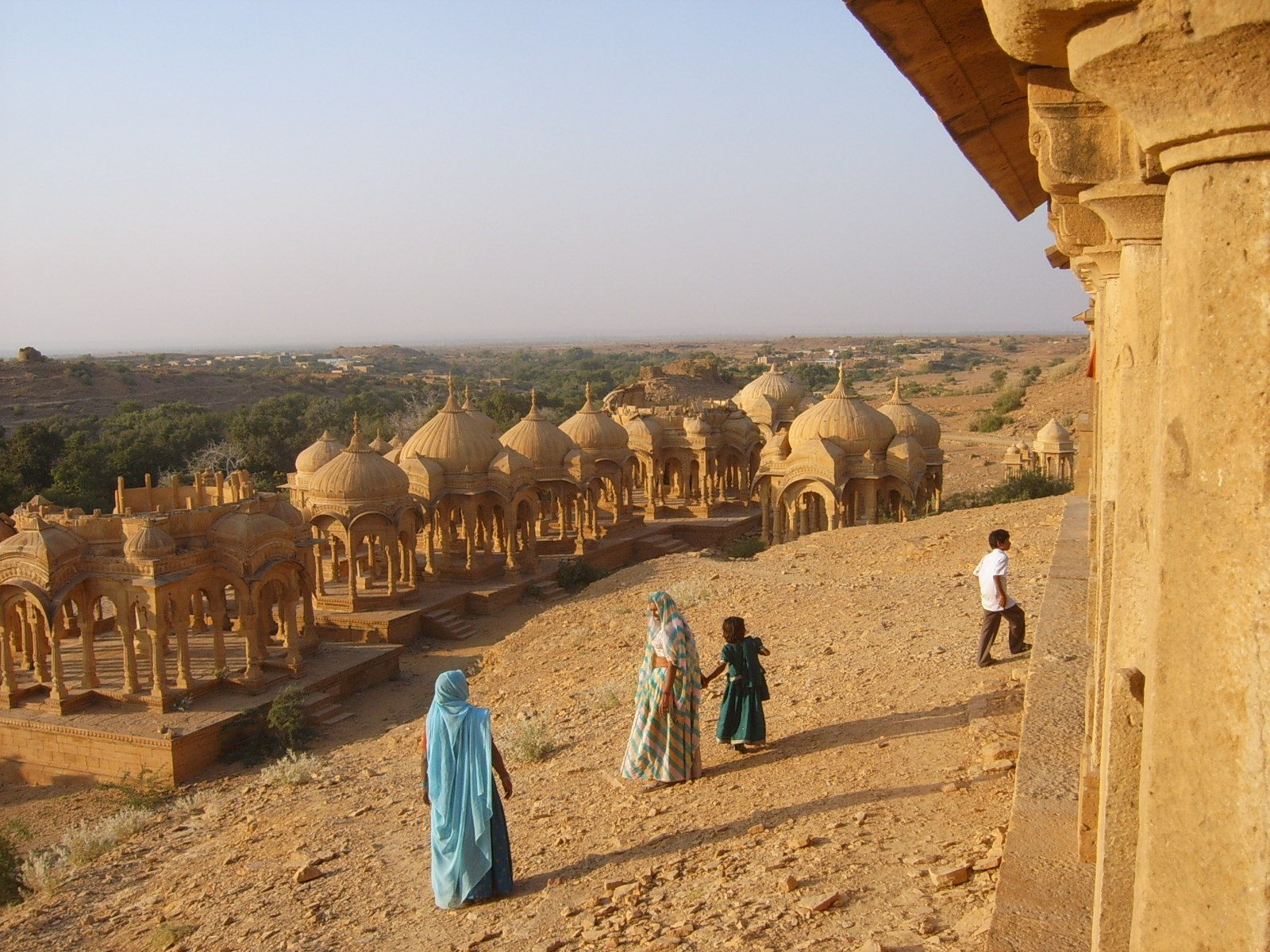
Cénotaphes
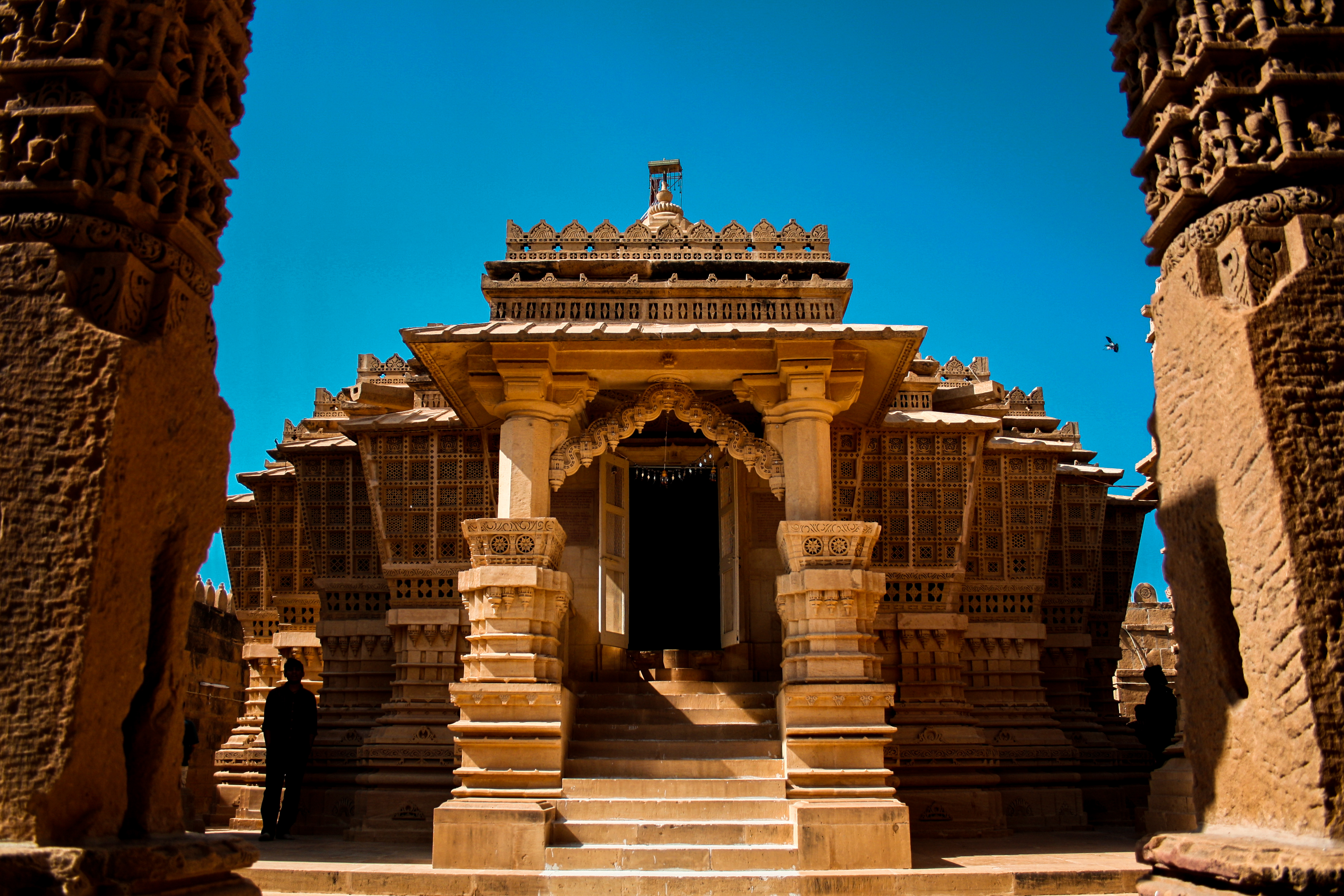
Temple Lodhruva Jain
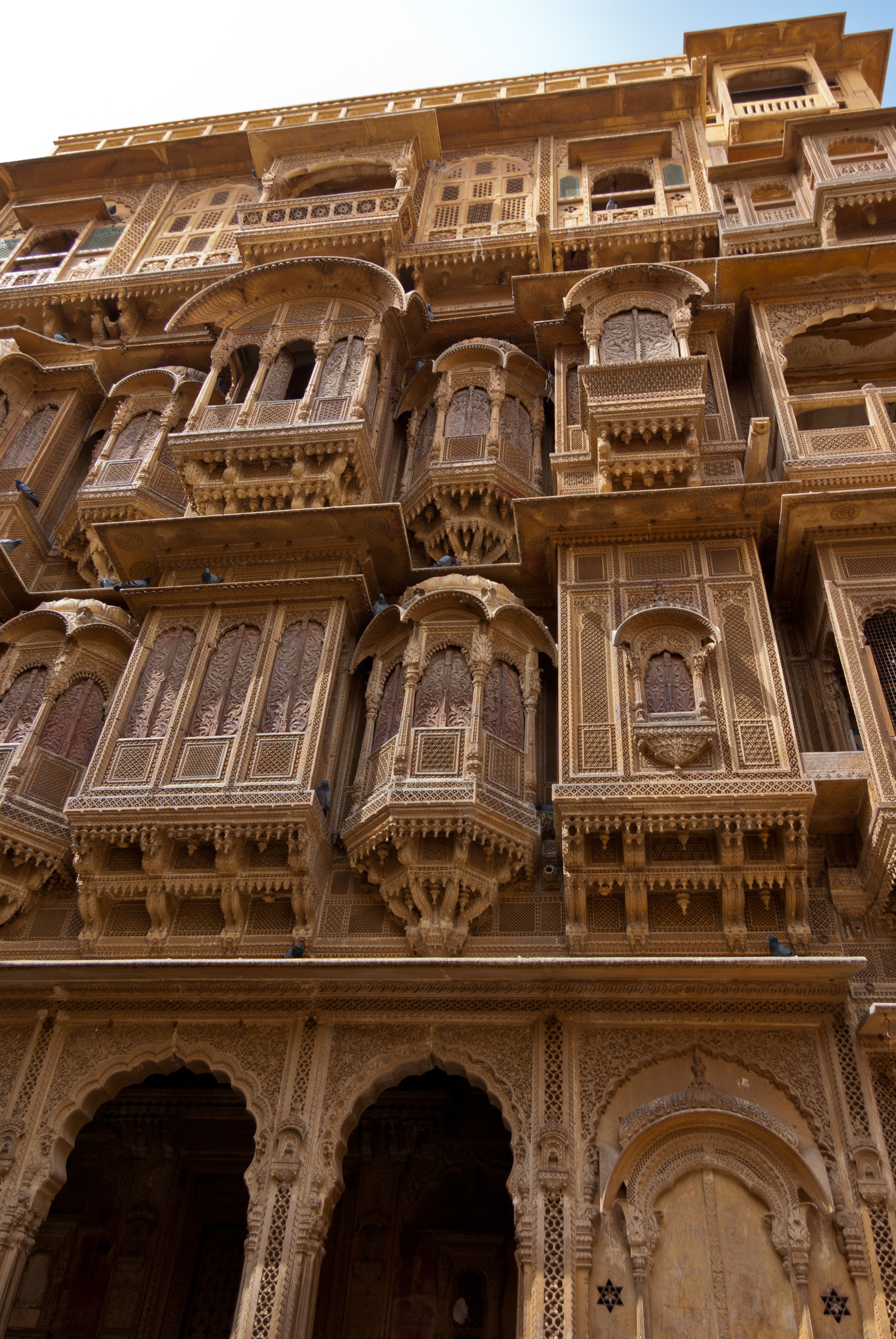
Patwon Ji Ki Haveli
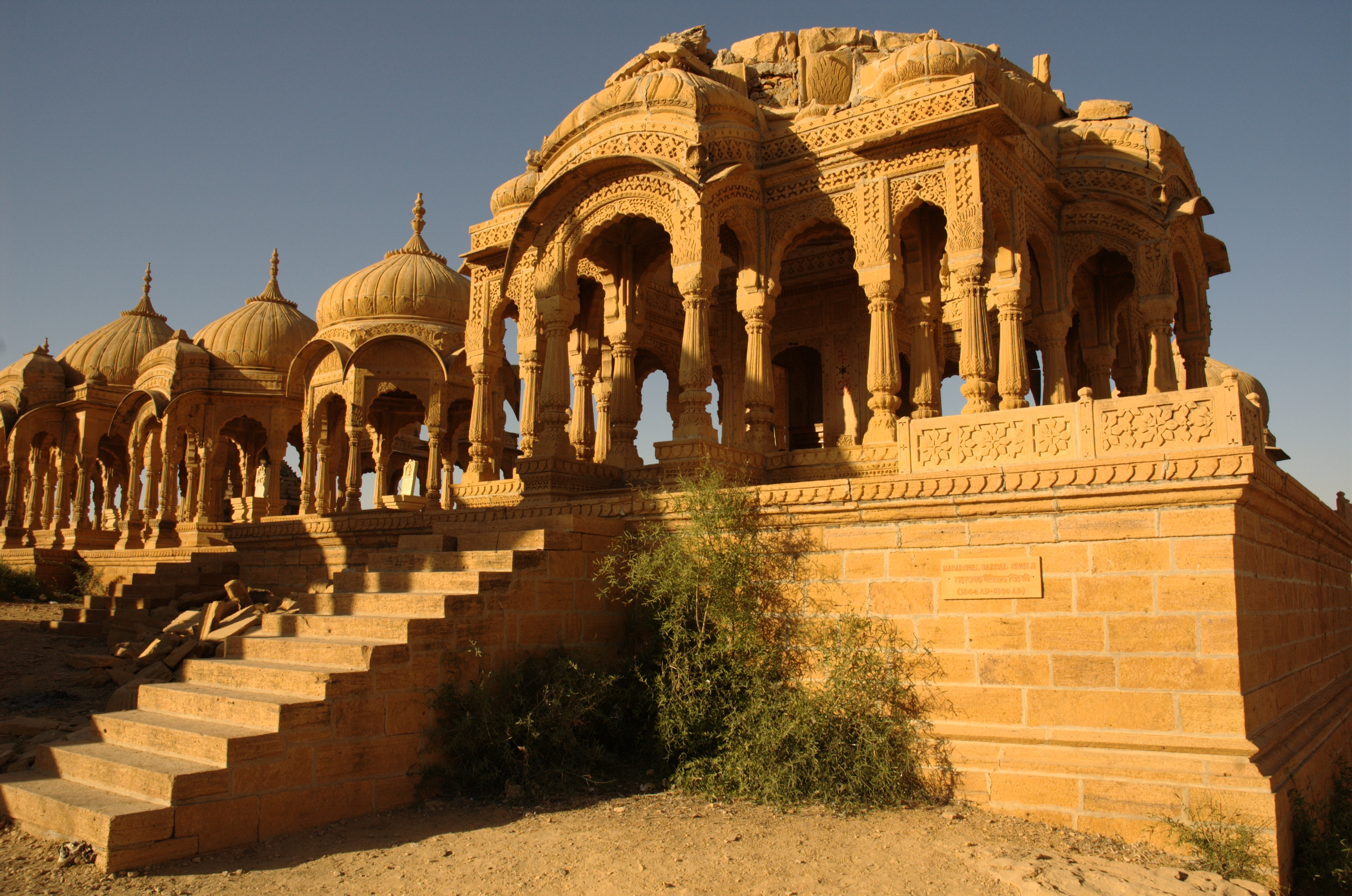
Chhatris à Bada Bagh
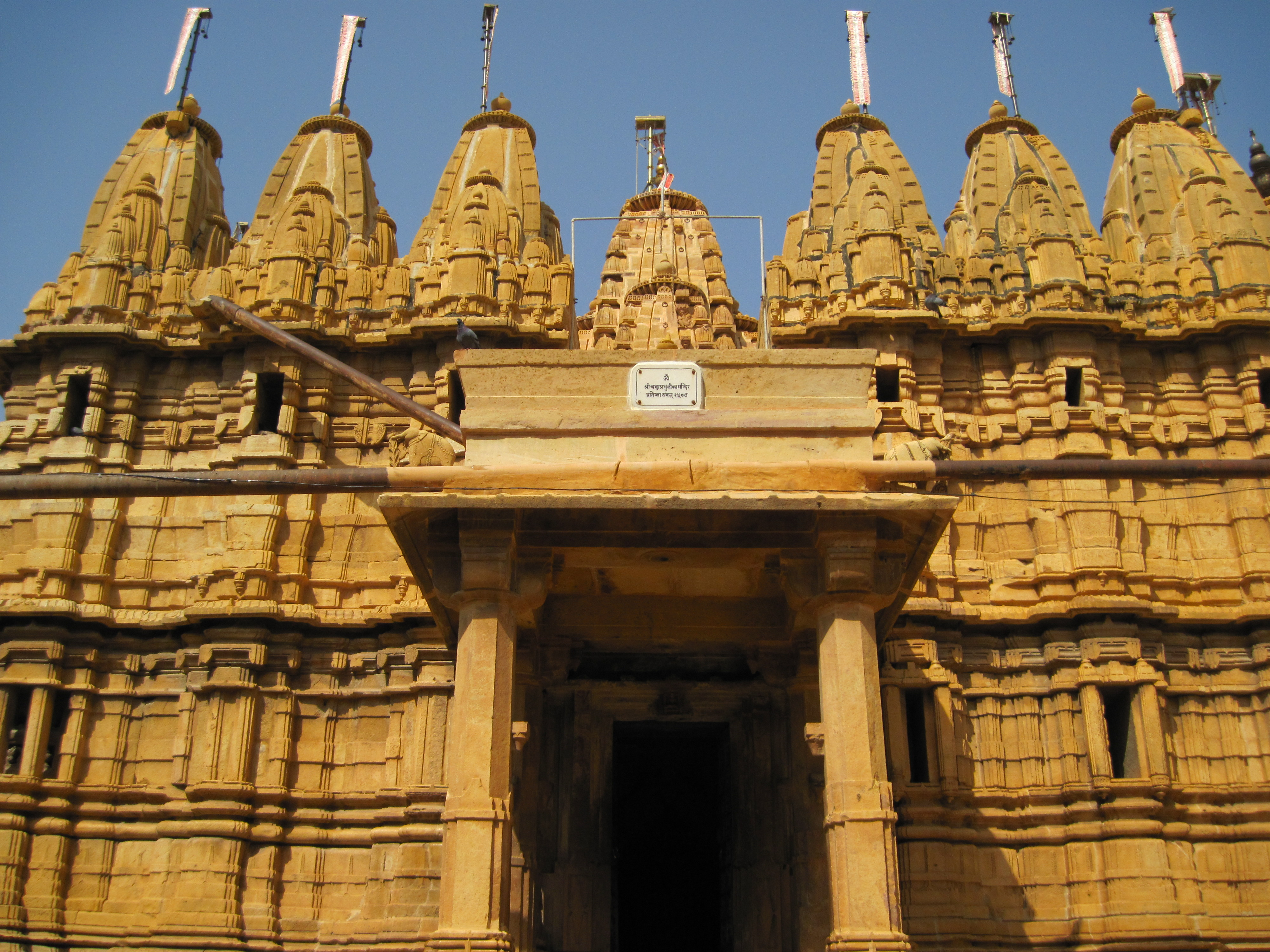
Temple Chandraprabhu Jain à l'intérieur du fort
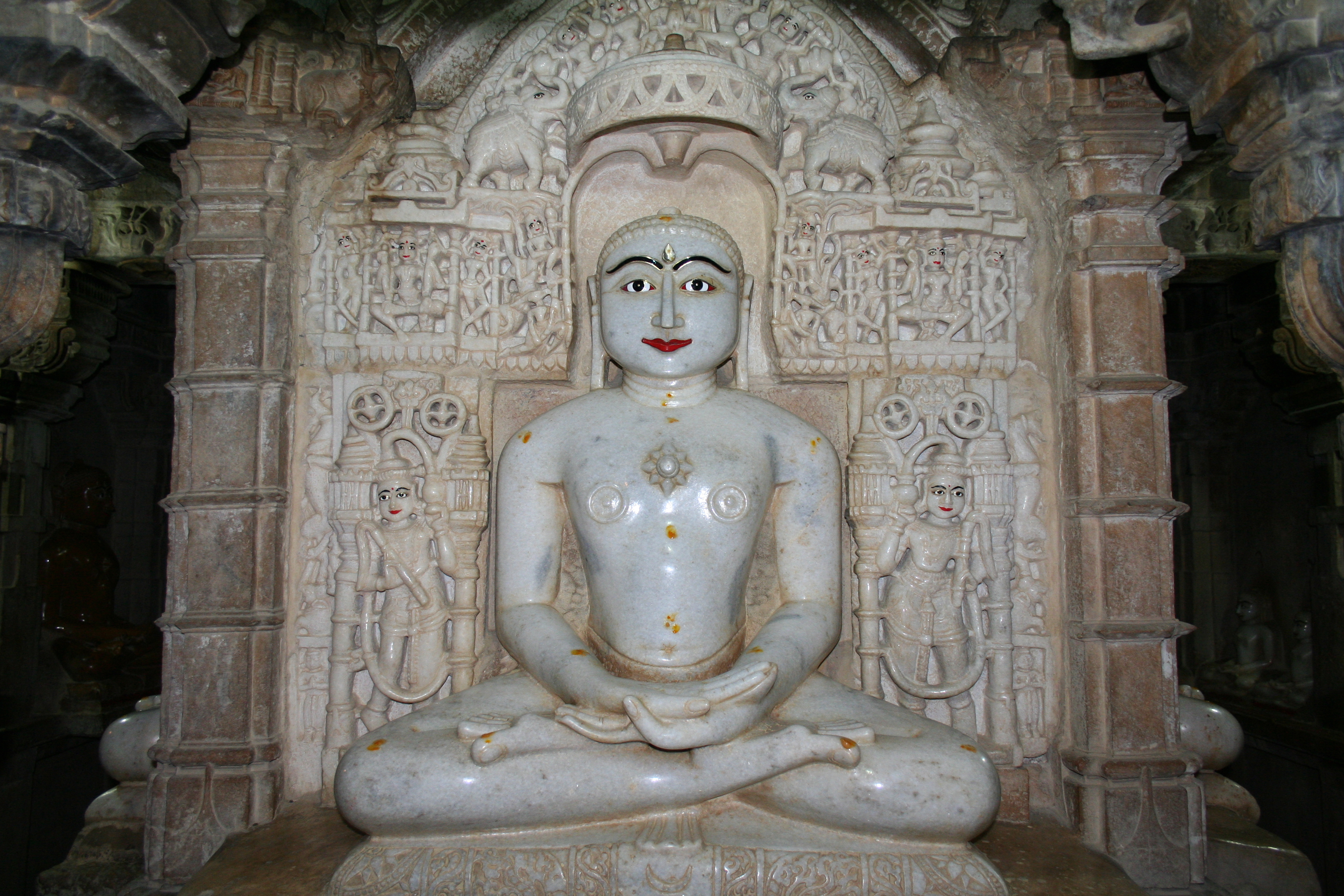
Chandraprabhu idol à l'intérieur du Temple Chandraprabhu Jain du fort de Jaisalmer
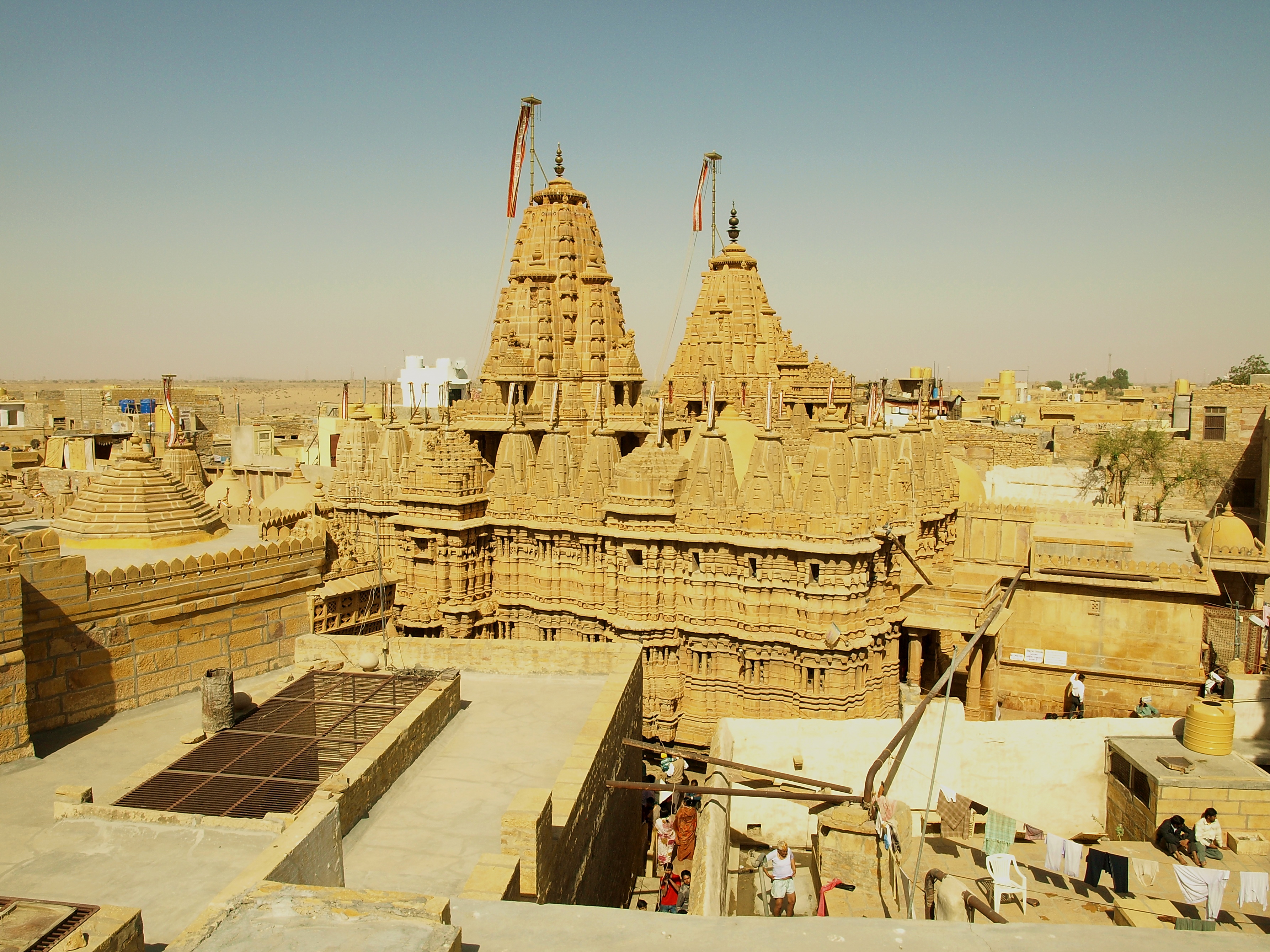
Jain Temple inside the Jaisalmer Fort
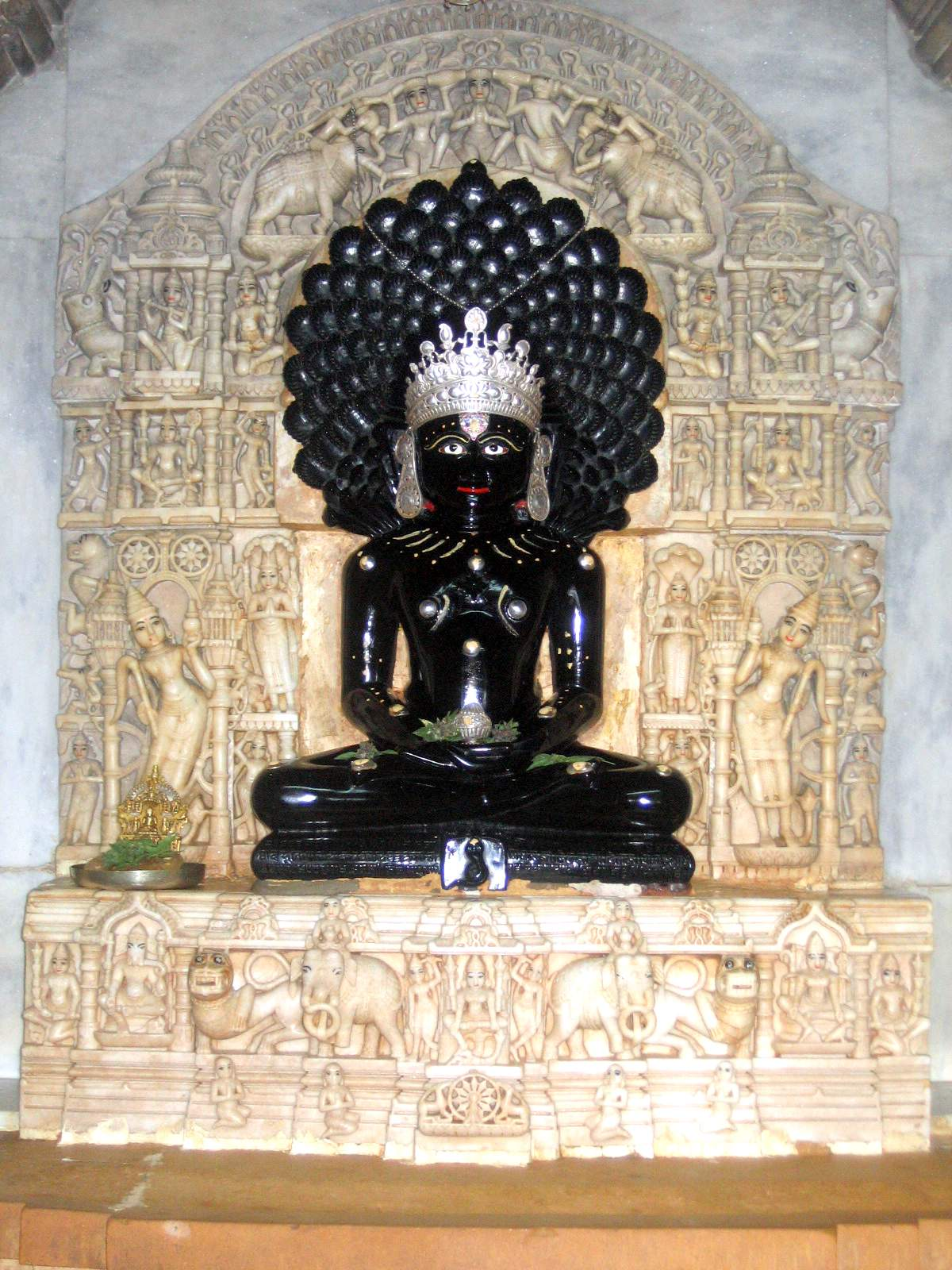
Parshvantha, Temple Lodhruva Jain
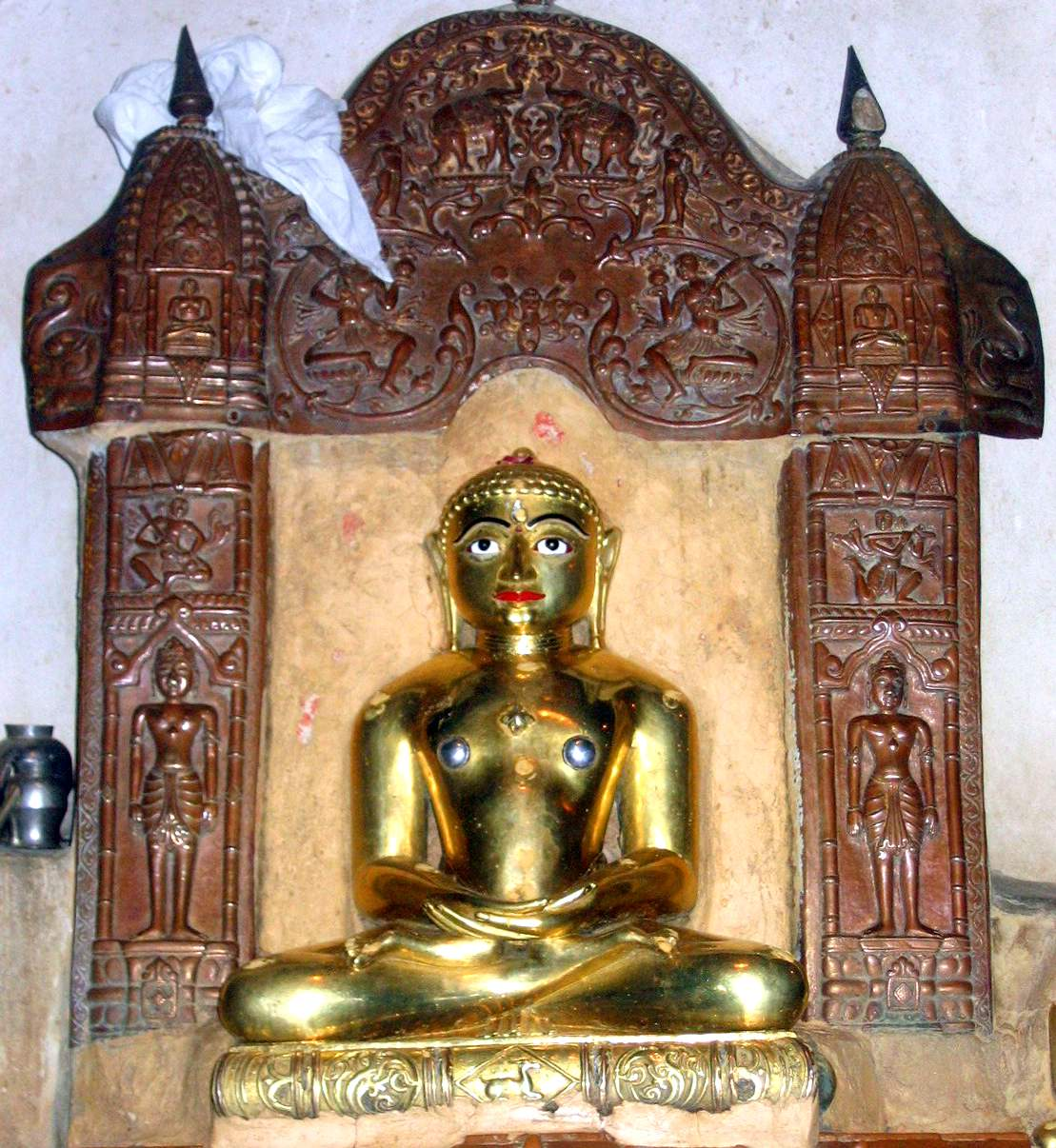
Shantinatha, Temple Lodhruva Jain
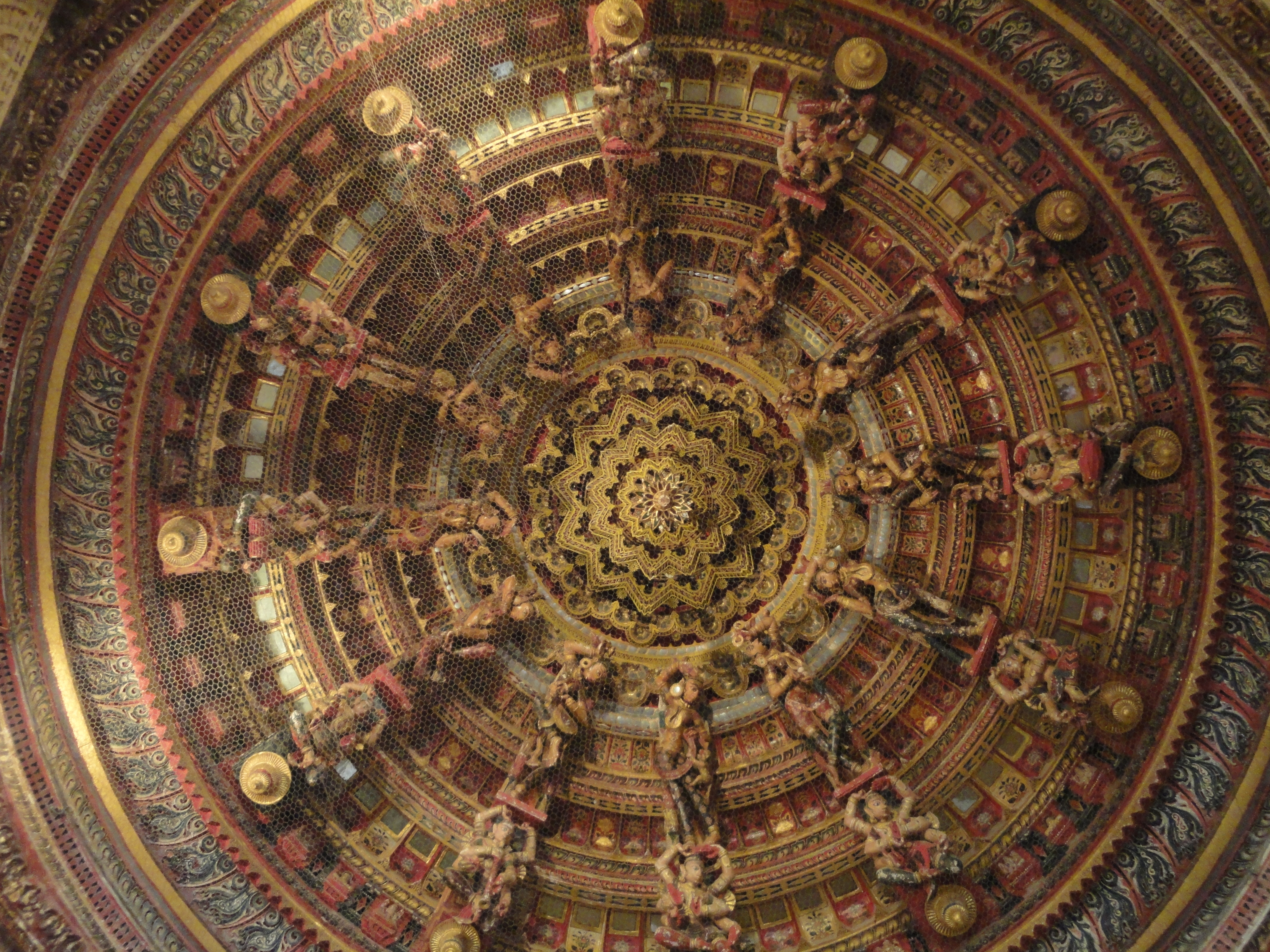
Plafond du temple jain à l'intérieur du fort de Jaisalmer
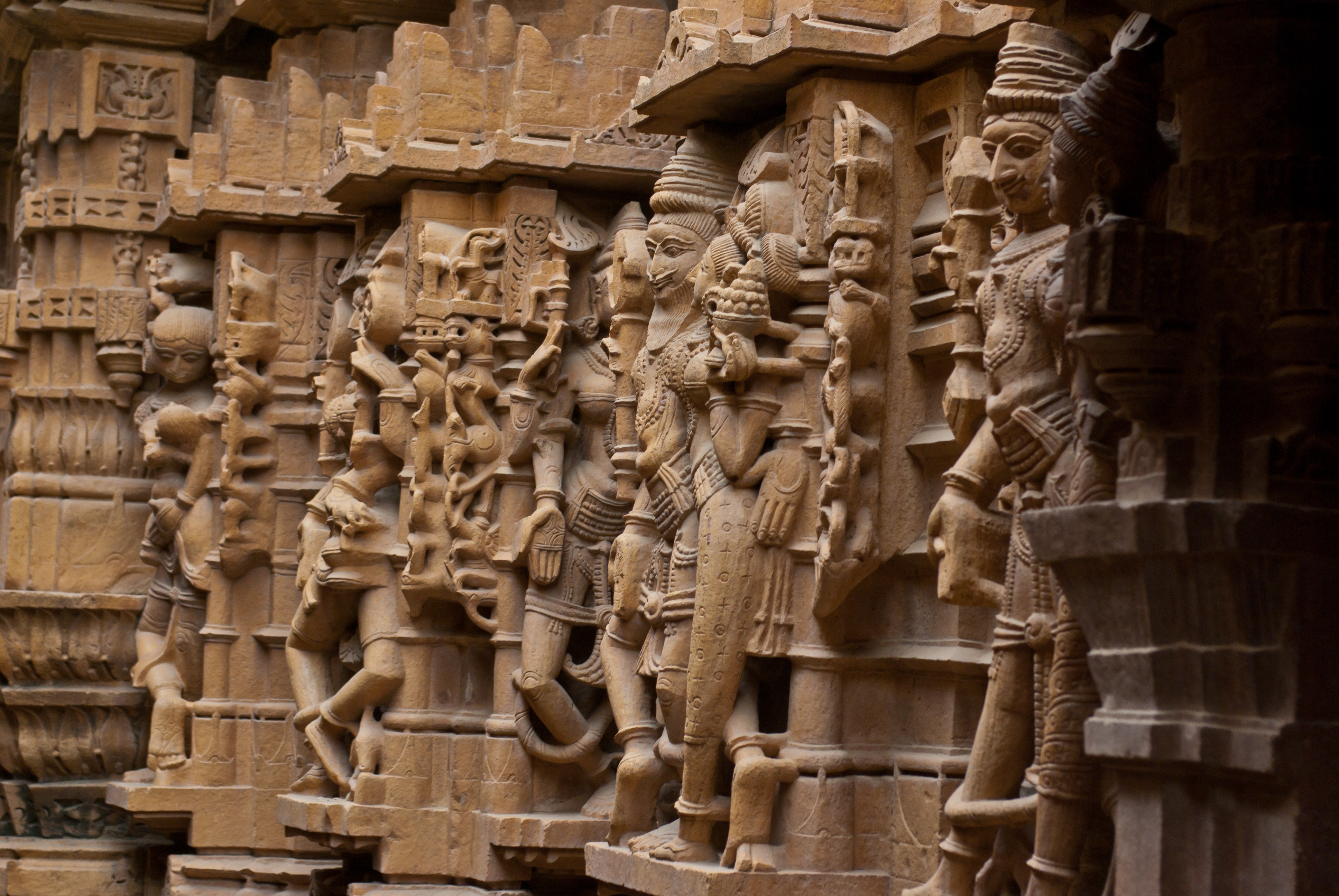
Sculpture sur le mur du temple de Jain, Fort de Jaisalmer
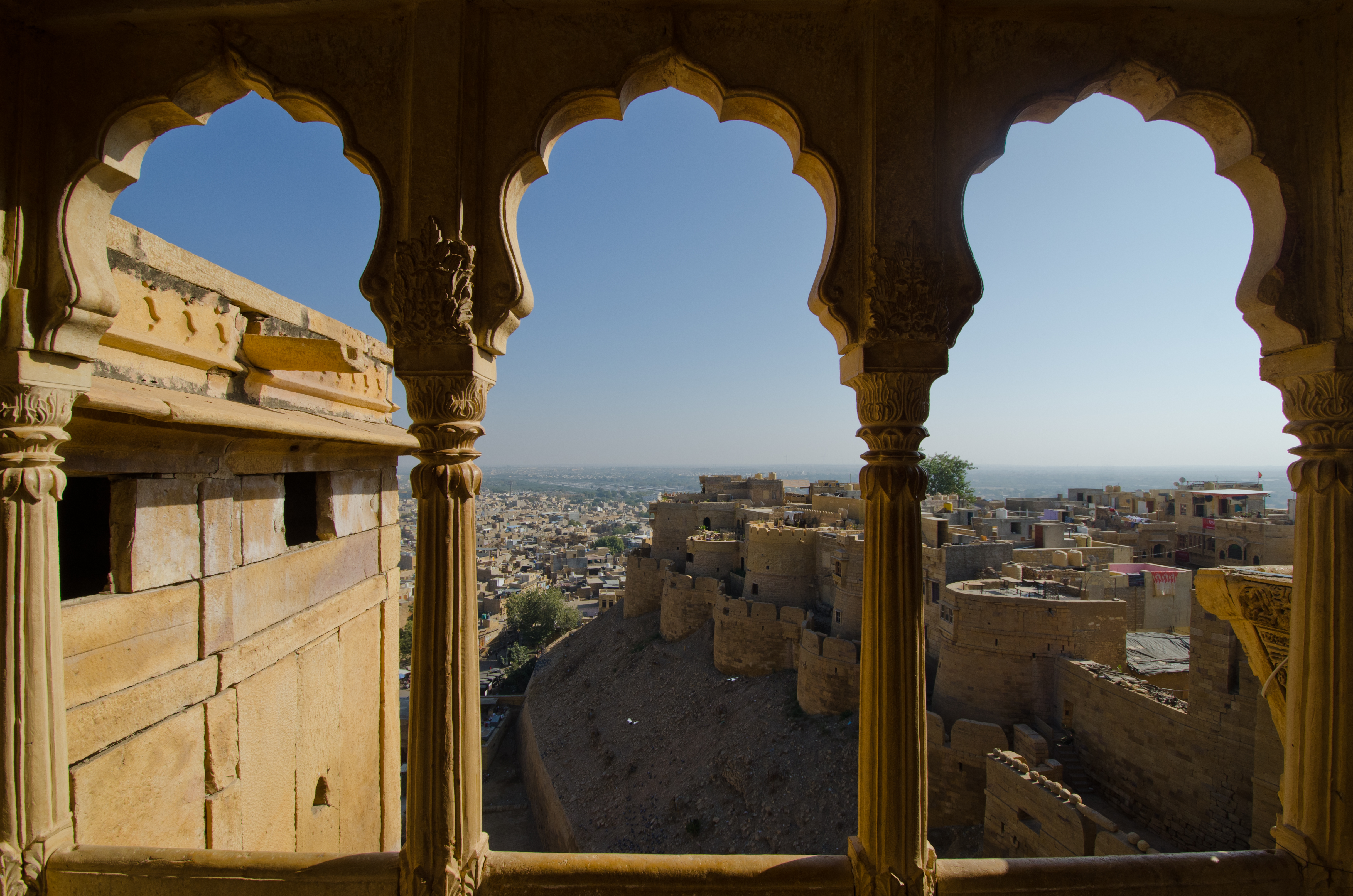
Jaisalmer vu depuis son fort. Décembre 2018.

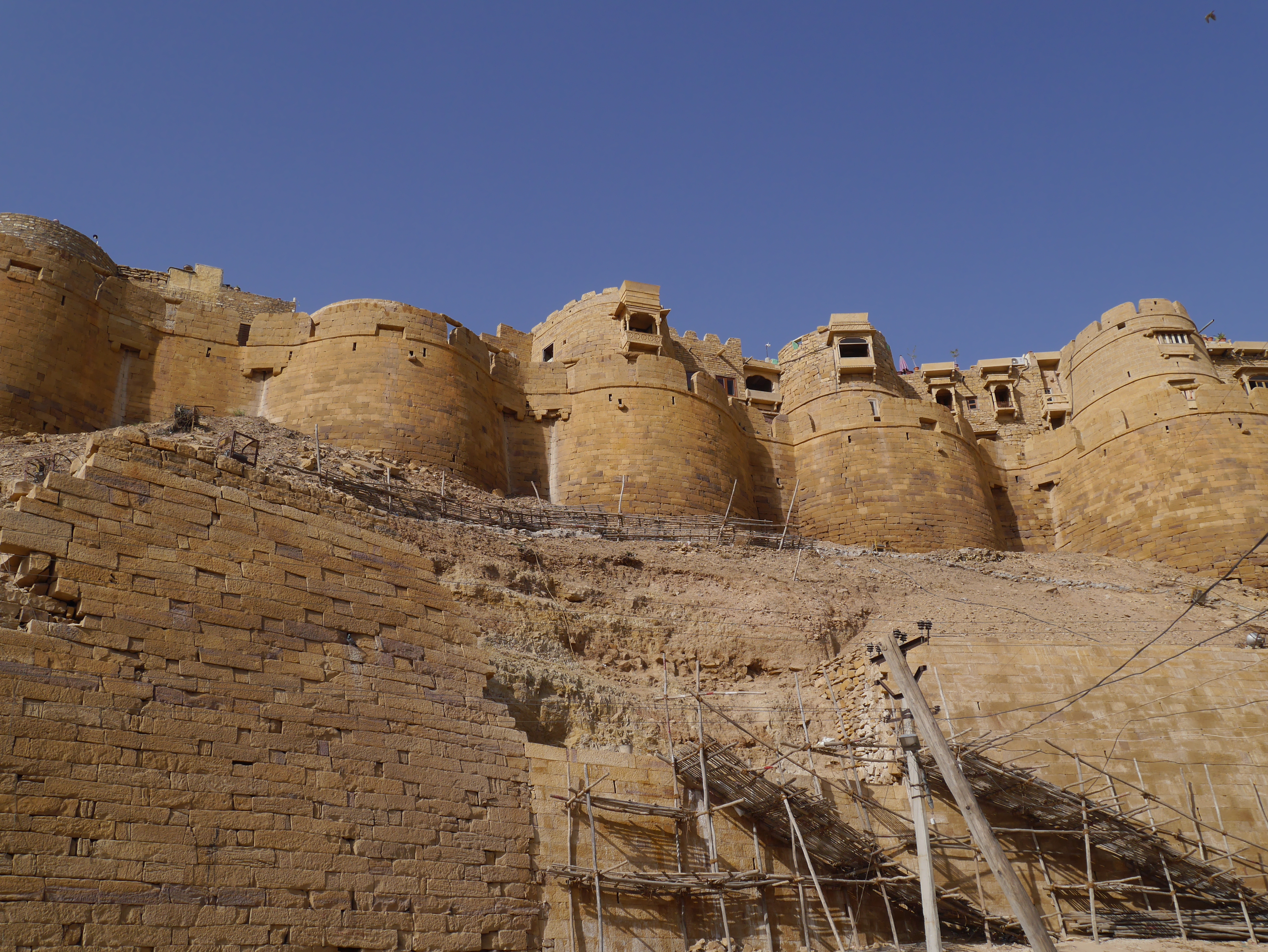